# 마음에 Flower
〈마음에 Flower〉(心にFlower 코코로니후아라워[*])는 SKE48의 29번째 싱글이다.